# Мокса (приток Обноры)

Мокса — река в России, берёт начало в Первомайском районе Ярославской области, однако течёт по нему только несколько сот метров, прочее течение реки пролегает по территории Грязовецкого района Вологодской области. Устье реки находится в 93 км по правому берегу реки Обнора. Длина реки составляет 16 км, площадь водосборного бассейна 69,3 км².
Исток Моксы находится около деревни Холм в Ярославской области. Река течёт на северо-восток в верхнем течении, на север — в среднем и нижнем. Протекая по краю урочища Меледино, принимает левый приток речку Козлаковка, которая течёт в южном направлении через деревни Вологодской области: Климково, Новгородово, Батово, Максимово. После этого Мокса поворачивает на север и течёт в узкой и глубокой долине, в ненаселённой местности. Слева в неё впадает Яшкондра, речка, текущая в основном на восток, начинающаяся у деревни Чистоя. Устье реки находится в 93 км по правому берегу реки Обнора, перед впадением протекает мимо деревни Печенниково.

## Данные водного реестра
По данным государственного водного реестра России относится к Верхневолжскому бассейновому округу, водохозяйственный участок реки — Кострома от истока до водомерного поста у деревни Исады, речной подбассейн реки — Волга ниже Рыбинского водохранилища до впадения Оки. Речной бассейн реки — (Верхняя) Волга до Куйбышевского водохранилища (без бассейна Оки).
По данным геоинформационной системы водохозяйственного районирования территории РФ, подготовленной Федеральным агентством водных ресурсов:
- Код водного объекта в государственном водном реестре — 08010300112110000012809
- Код по гидрологической изученности (ГИ) — 110001280
- Код бассейна — 08.01.03.001
- Номер тома по ГИ — 10
- Выпуск по ГИ — 0